# 贝塞尔 (明尼苏达州)
贝塞尔（英語：Bethel）為美国明尼苏达州阿诺卡县的城市，位于该县北部。总面积2.51平方公里，总人口466（2010年）。